# Black Devil

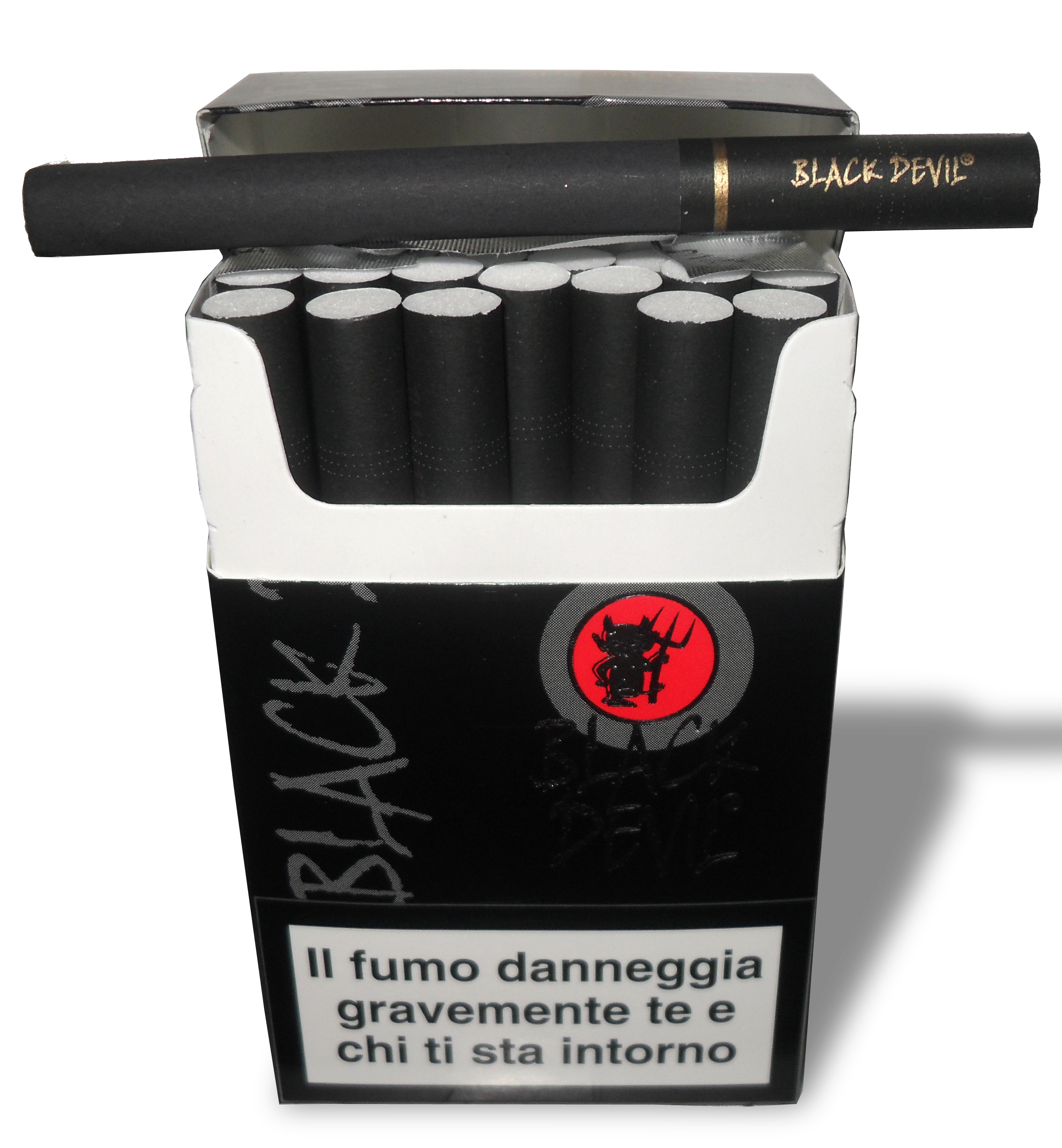
Un pacchetto di sigarette Black Devil.

Black Devil è una marca di sigarette dei Paesi Bassi, commercializzate dalla multinazionale Heupink & Bloemen Tabak.

## Varianti
Nel mercato sono disponibili quattro varianti:
- Black Devil Special Flavour:  aromatizzate alla vaniglia.
- Black Devil Finest Flavour: aromatizzate al cioccolato.
- Black Devil Pink: senza alcuna aromatizzazione.
- Black Devil Yellow: senza alcuna aromatizzazione.

Le Pink sono commercializzate in Italia dalla prima metà del 2015. In alcuni Paesi, soprattutto europei, le Pink sono aromatizzate al profumo di rosa (Rosé Flavour). I codici AAMS sono i seguenti: 2164 per le Finest Flavour, 3185 per le Pink, 2020 per le Special Flavour e 3350 per le Yellow.

## Aspetto estetico
Le sigarette Black Devil sono disponibili solo in pacchetti da 20 pezzi. Tutte le varietà si presentano in pacchetto "rigido" e la scritta Black Devil nel centro del pacchetto. È inoltre presente un logo costituito da un cerchietto rosso con internamente un piccolo diavolo stilizzato, nero e sorridente, con in mano una forca argentata. I quattro tipi di pacchetti (Special Flavour, Finest Flavour, Pink e Yellow) si differenziano sostanzialmente per il colore: il primo è nero, il secondo è grigio, il terzo è rosa e il quarto è giallo.
Una volta aperto il pacchetto, la sigaretta si presenta con lunghezza e diametro standard; il colore della cartina e del filtro sono completamente neri (Special o Finest) o rosa. In corrispondenza del filtro è presente un cerchietto e la scritta BLACK DEVIL di colore dorato (Special Flavour) o argentato (Finest Flavour).

## Il sapore
Oltre ad avere il colore della cartina differente da quelle normali, le sigarette Black Devil si differenziano anche per il sapore: le prime, quelle al cioccolato, hanno un liquido sintetizzato sul filtro, appoggiando la lingua sul filtro si sentirà un discreto sapore di zucchero. Quelle alla vaniglia, invece, hanno un liquido sintetizzato lungo tutta la cartina e lungo il filtro. Il fumo passivo sprigionerà un forte odore di vaniglia, coprendo quasi del tutto l'odore del fumo. Le Pink e le Yellow, come detto in precedenza, sono sigarette classiche senza alcuna aromatizzazione aggiunta. L'esclusività è quindi puramente estetica.

## Valori
I tenori di catrame, nicotina e monossido di carbonio sono i seguenti (validi per tutte le quattro varianti):
- Catrame - 7 mg
- Nicotina - 0.5 mg
- Monossido di Carbonio - 9 mg

È opinione piuttosto diffusa che le sigarette Black Devil siano maggiormente nocive delle più comuni sigarette "bianche" per via della loro pigmentazione (nera, grigia, rosa o gialla), tuttavia non esistono studi specifici in merito a conferma di questa tesi. Il colore della cartina può aumentare la quantità di sostanze cancerogene presenti nelle Black Devil a cagione del colorante presente, il quale, tramite il processo di combustione, contribuisce alla sintesi di altro catrame, sostanza che rientra comunque nei limiti legali. È stato peraltro predisposto a norma di legge lo smaltimento totale delle confezioni afferenti alle serie di emissione dalla 23/12r alla 32/12r, proprio per eccessivo sviluppo di catrame.